# You’re Going to Lose That Girl
«You’re Going to Lose That Girl» (с англ. — «Ты потеряешь эту девушку») — песня группы The Beatles, выпущенная на альбоме Help! и написанная в основном Джоном Ленноном (приписана Леннону и Маккартни). Песня звучит и в одноимённом фильме; в нём группа исполняет её в антураже звукозаписывающей студии; вдобавок к обычному виду группы с гитарами и барабанной установкой появляется также Маккартни за фортепиано и Ринго Старр, играющий на бонго.

## Песня
«You’re Going to Lose That Girl» была записана в студии Abbey Road 19 февраля 1965 года. Полным составом участники группы сыграли всего два раза, второй дубль стал базовым (позднее к нему была дописана фортепианная партия Маккартни, бонго и голоса).
Текст песни написан от лица молодого человека, который говорит своему другу, что если тот не будет уделять больше внимания своей девушке, этим займётся он сам.

Ты потеряешь эту девушку.

Если сегодня вечером ты не возьмёшь её прогуляться,

То она может изменить своё мнение,

И тогда я приглашу её и обойдусь с ней очень любезно.

Оригинальный текст (англ.)You’re going to lose that girl.
If you don’t take her out tonight,
She’s going to change her mind,
And I will take her out tonight,
And I will treat her kind.

В музыкальном плане песня использует довольно нехарактерную модуляцию — при основной тональности ми мажор третий куплет звучит в соль мажоре.
По замечанию некоторых музыкальных критиков, на протяжении всей песни пианино, похоже, звучит не в строй с гитарами (партия гитар звучит слегка ниже).

## В записи участвовали
- Джон Леннон — основной вокал (дважды записанный и сведённый), акустическая ритм-гитара.
- Пол Маккартни — подголоски, пианино, бас-гитара.
- Джордж Харрисон — подголоски, соло-гитара.
- Ринго Старр — ударные, бонго.

## Судьба песни
- В ноябре 1977 года компания Capitol Records запланировала выпуск сингла с песней «Girl» на первой стороне и с «You’re Going to Lose That Girl» на обратной стороне. Этот сингл должен был сопровождать выпуск подборки песен The Beatles Love Songs, в котором, однако, уже имелись обе эти песни. В итоге выпуск сингла был отменён.
- У американской рок-группы Ramones имеется песня «You’re Gonna Kill That Girl» (с англ. — «Ты убьёшь эту девушку»), название которой перекликается с песней The Beatles[2].
- Песня «Now She’s Left You» (с англ. — «А вот теперь она тебя покинула») группы The Rutles является пастишем на песню The Beatles.